# Геніальний тато
«Геніальний тато» (англ. Father of Invention) — американський фільм режисера Трента Купера за участю Кевіна Спейсі. Світова прем'єра відбулася на Берлінському кінофестивалі 15 лютого 2010 року.

## Зміст
Роберт Аксель, ексцентричний винахідник, вважає себе справжнім гуру. Але він втрачає все в одну мить, коли один з його винаходів калічить тисячі покупців. На нього чекає в'язниця і 8 років самітництва, після Аксель готовий відновити своє ім'я і свою багатомільйонну імперію. Але поки що йому потрібно умовити свою 22-річну дочку пустити його до себе в будинок, щоб десь жити.

## Ролі
| Актор            | Роль          |
| ---------------- | ------------- |
| Кевін Спейсі     | Роберт Аксель |
| Камілла Белль    | Клер Аксель   |
| Джонні Ноксвілл  | Трой          |
| Майкл Розенбаум  | Едді          |
| Гізер Грем       | Фібі          |
| Анна Анісімова   | Донна         |
| Вірджинія Медсен | Лорейн Кінґ   |
| Джон Стамос      | -             |
| Крейг Робінсон   | -             |
| Рода Гріффіс     | Пенні Кемп    |

## Цікаві факти
У фільмі задіяні два актори, які зіграли Лекса Лютора, заклятого ворога Супермена — Майкл Розенбаум у «Таємницях Смолвіля» і Кевін Спейсі у «Поверненні Супермена».

## Знімальна група
- Режисер — Трент Купер
- Сценарист — Джонатан Д. Крейн, Трент Купер
- Продюсер — Кен Барбет, Дена Брунетті, Кіа Джем
- Композитор — Нік Урата